# 향동
향동(鄕洞)은 대한민국 전라남도 순천시의 동이다.

## 개요
향동은 1998년 10월 12일 용수동, 영옥동, 행금동 3개동이 통합된 서부권 중심의 동으로서 옥천정수장, 용수동수원지가 있으며, 순천향교, 팔마비, 임청대 등의 유적이 있다. 주요 농산 물로는 밤이 생산되고 있다.

## 법정동
- 삼거동(三巨洞)
- 와룡동(臥龍洞)
- 옥천동(玉川洞)
- 영동(榮洞)
- 행동(幸洞)
- 금곡동(金谷洞)